# Soñé
«Soñé» es la pista adicional de la banda de rock alternativo Zoé publicado de su segundo álbum de estudio Rocanlover. La canción se empezó a publicar en la Radio Mexicana a mediados de julio de 2003, el sencillo fue parte del Soundtrack de la película Amarte Duele. Es considerada el primer éxito de la banda.

## Estructura
Zoé prestó varias de las canciones de Rocanlover para la banda sonora de la película Amarte Duele, en la cual Soñé fue su primer gran éxito tanto en México como en varios países de habla hispana, esta canción fue grabada por primera vez en abril de 2001 y publicada dos años después.
Existen una versión publicada en su álbum en vivo MTV Unplugged: Música de fondo cuyo vídeo publicado en la plataforma Youtube posee más de 266,345,088 de visualizaciones
En 2020 el grupo  Bronco publicó su versión de esta canción, que forma parte del disco tributo "Reversiones".
También aparece en los álbumes recopilatorios Grandes Hits, Zoé Hits 01-06,01-10 y en los Álbumes en vivo 281107 y 81114.
Nominaciones: Premio Lo Nuestro a la Canción del Año - Rock/Alternativo

## Lista de canciones
| Lista de canciones |                                                       |          |  |
| N.º                | Título                                                | Duración |  |
| 1.                 | «Soñé» (Versión del álbum)                            | 3:17     |  |
| 2.                 | «Soñé(con Lo Blondo)» (MTV Unplugged/Música de Fondo) | 3:52     |  |

## Posicionamientos
| Posicionamientos (2003)   | Máxima Posición |
| ------------------------- | --------------- |
| Los 40 Principales México | 6               |
| MTV Los Diez Más Pedidos  | 5               |
| México Top 100            | 5               |

## Personal
En el Unplugged
- León Larregui - voz líder.
- Ángel Mosqueda - guitarra acústica.
- Sergio Acosta - Ukelele.
- Jesús Báez - teclados
- Andrés Sánchez - Bajo.
- Rodrigo Guardiola - batería, Percusión.
- Chetes - Piano
- Denise Gutiérrez - coros,Egg shaker.
- Yamil Rezc - Percusiónes,Egg shaker.
- Benjamín Carone Sheptak - Violín.[5]
- Edgardo Carone Sheptak - Violín.[5]
- Milana Sovolena Solobioma - Viola.[5]
- Salomón Guerrero Alarcón - Violonchelo.[5]
- Daniel Zlotnik - Saxofón tenor.[5]
- Alejandro Díaz - Trombón.[5]